# Bulevar umetnosti
Le Bulevar umetnosti (en serbe cyrillique : Булевар уметности) ou Boulevard des Arts, est situé à Belgrade, la capitale de la Serbie, dans la municipalité urbaine de Novi Beograd.

## Parcours
Le Bulevar umetnosti prend naissance au niveau du carrefour entre la rue Trešnjinog cveta et le Bulevar Mihaila Pupina. Il s'oriente vers le sud-ouest et traverse le Bulevar Zorana Đinđića puis le Bulevar Arsenija Čarnojevića (qui fait partie de la route européenne E 75). Le boulevard se termine après avoir traversé le Bulevar Milutina Milankovića.

## Institutions
L'ambassade de Slovaquie est établie au n° 18 de la rue.

## Éducation
L'école maternelle Čigra est installée au n° 25 du boulevard et l'école maternelle Slavuj au n° 31. L'école élémentaire Radoje Domanović se trouve au n° 31a.
La Faculté des arts dramatiques, qui dépend de l'université des arts de Belgrade, se trouve au 20. Plusieurs facultés de l'université Megatrend, une université privée consacrée aux hautes études commerciales, sont situées au n° 29,.

## Économie

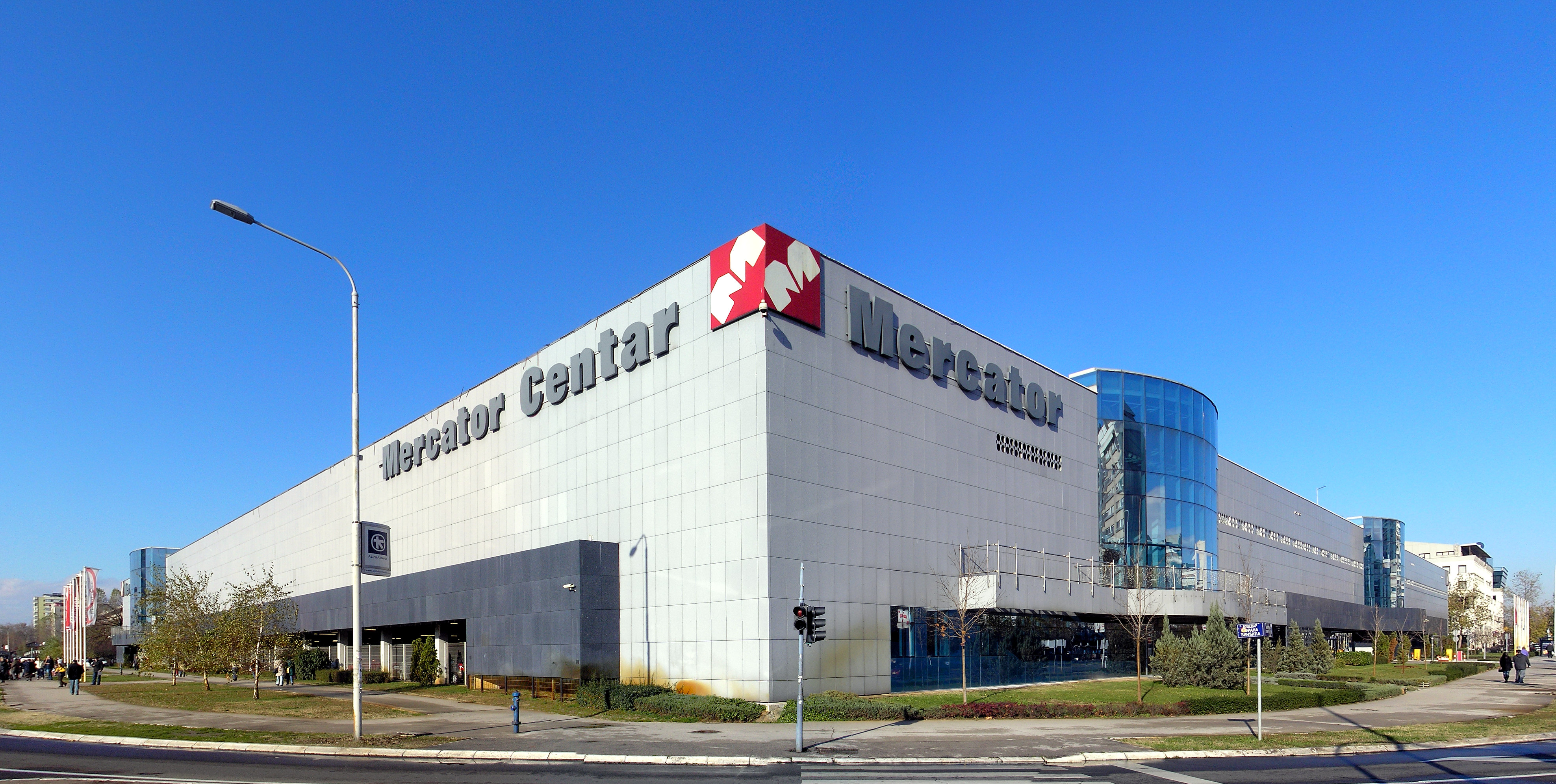
Le centre commercial Mercator

Un grand centre commercial Mercator est ouvert au n° 4 du boulevard.

## Transports
La rue est desservie par la ligne de bus 71 (Zeleni venac – Bežanija) de la société GSP Beograd.